# رشید صفر
رشید صفر (عربی: رشيد صفر؛ زاده ۱۱ سپتامبر ۱۹۳۳ – درگذشته ۲۰ ژوئیه ۲۰۲۳) یک سیاست‌مدار اهل تونس بود. وی از ۸ ژوئیه ۱۹۸۶ تا ۲ اکتبر ۱۹۸۷ نخست‌وزیر این کشور بود.
رشید صفر در ۲۰ ژوئیه ۲۰۲۳، در سن ۸۹ سالگی درگذشت.